# Euchalcia taurica

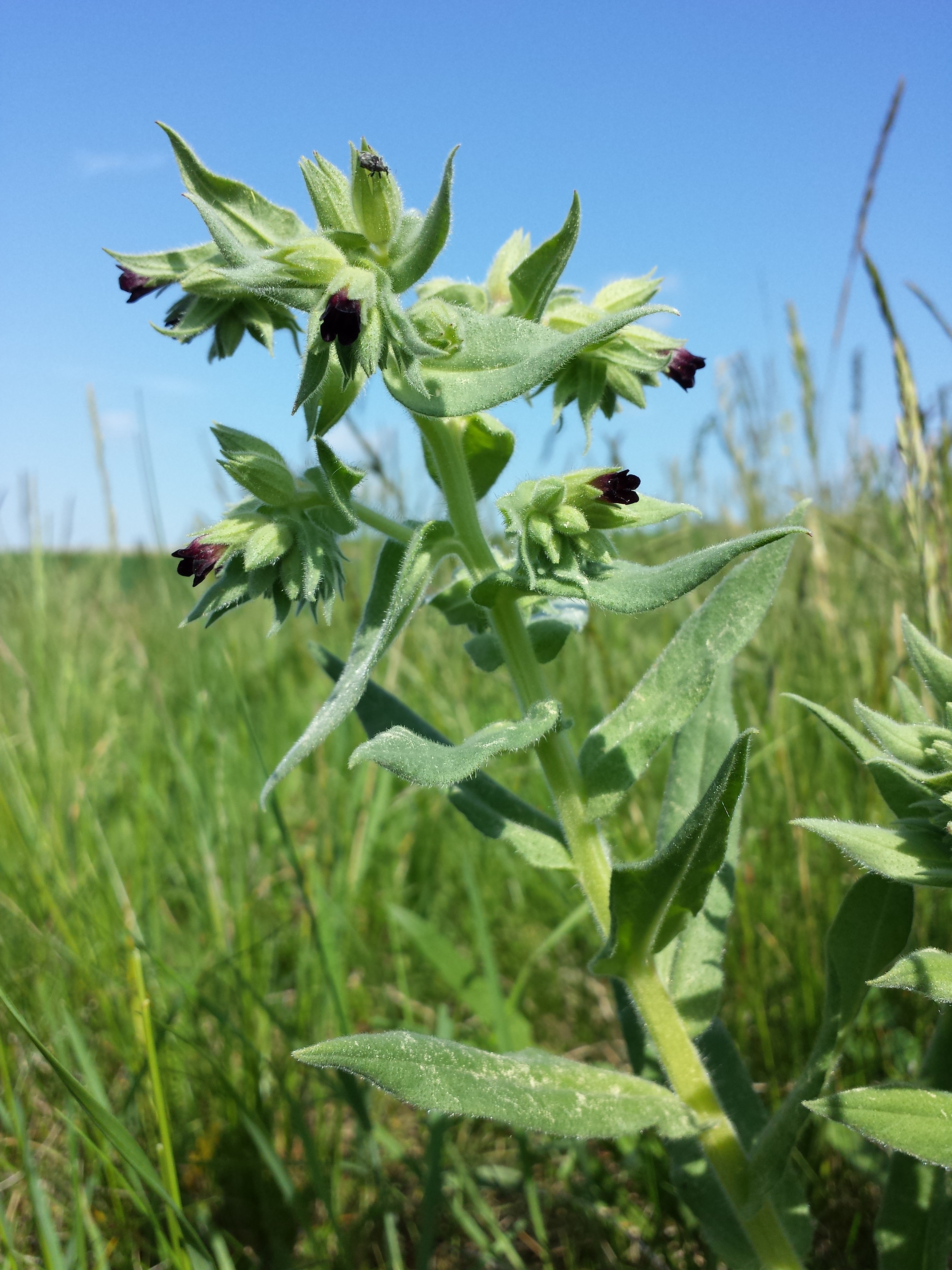
Napfkraut, die Nahrungspflanze der Raupen

Euchalcia taurica ist ein Schmetterling (Nachtfalter) aus der Familie der Eulenfalter (Noctuidae).

## Merkmale

### Falter
Die Falter von Euchalcia taurica erreichen eine Flügelspannweite von 28 bis 34 Millimetern. Die Vorderflügeloberseiten sind in verschiedenen Brauntönen gefärbt. Das Mittelfeld ist verdunkelt. Nahe dem Innenwinkel befinden sich ein großer rotbrauner Fleck, der sich bogenförmig fortsetzt und ungeteilt in quadratischer Form in der Mitte des Saums endet. Die doppelt angelegte äußere Querlinie endet neben der Zelle. Die Ringmakel ist weißlich umrandet. Eine Nierenmakel fehlt. Am Kopf der Falter befindet sich ein dichtes Haarbüschel. Der Körper ist pelzig behaart und besitzt weitere kleinere Haarbüschel. 

### Ähnliche Arten
Die Mönchskraut-Metalleule (Euchalcia consona) zeigt neben der Ringmakel zusätzlich  eine kleine, weißlich umrandete Nierenmakel. Bei dieser Art reicht die doppelte äußere Querlinie bis zum Apex. Der große quadratische dunkelbraune Fleck im Saumfeld der Vorderflügel wird von der weißlichen Submarginallinie vom dunkelbraunen Bereich am Innenwinkel deutlich durchschnitten.

## Verbreitung und Vorkommen
Euchalcia taurica kommt in Kleinasien und dem Iran vor. Im Iran ist sie in erster Linie in Höhenlagen zwischen 1600 und 2800 Metern anzutreffen.

## Lebensweise
Die Falter fliegen in einer Generation in den Monaten April bis Juli. Die Lebensweise der Raupen von Euchalcia taurica, Euchalcia consona und Euchalcia emichi sind nahezu identisch. Alle drei Arten leben in zusammengesponnenen Spitzentrieben und Blütenständen des Napfkrauts (Nonea pulla).